# José Gomes Freire de Andrade
José Gomes Freire de Andrade (São Sebastião da Pedreira, 6 de julho de 1761 — Lisboa, 8 de abril de 1831), foi um religioso e político português que serviu como deão da Sé de Lisboa e como Presidente da Junta  Provisional do Governo Supremo do Reino entre 27 de setembro de 1820 e 30 de janeiro de 1821.
Filho de Fernando Martins Freire de Andrade e Castro, senhor dos morgados de Ribeira do Sado e do Bom Despacho e de Joana Isabel de Lencastre Forjaz. Era irmão de Bernardim Freire de Andrade, marechal de campo e de Nuno Freire de Andrade, conde de Camarido.
Enveredou cedo pela vida eclesiástica tendo chegado a deão da Sé de Lisboa.
Após a Revolução Liberal do Porto de 24 de agosto de 1820, deu-se em Lisboa um movimento semelhante, tendo Gomes Freire de Andrade sido escolhido para chefiar a Junta Governativa que daí adveio. A 27 de setembro de 1820, a junta do Porto e o governo interino de Lisboa fundiram-se dando origem à Junta Provisional do Governo Supremo do Reino, tendo Gomes Freire de Andrade como presidente.
Depois da participação no governo recusou por duas vezes a nomeação para patriarca de Lisboa, assim como o bispado do Porto.